# Đi về nhà
"Đi về nhà" là một bài hát được trình bày bởi nam ca sĩ Việt Nam JustaTee và rapper Đen Vâu. Ca khúc được sáng tác bởi Hứa Kim Tuyền và JustaTee (với tên gọi Xuân Ty), Đen Vâu sáng tác rap với phần phối khí và sản xuất âm nhạc do Machiot, Jase đảm nhận. "Đi về nhà" thuộc thể loại hip hop và rap. Thông điệp chính của ca khúc là để "mọi người hiểu rằng chính những điều nhỏ bé, đơn giản mới là những gì gần gũi, mang lại hạnh phúc cho bản thân mình".
Video âm nhạc của ca khúc được thực hiện bởi đạo diễn Hoàng Thành Đồng. Nội dung của video kể về tâm trạng của một đứa con xa quê, luôn mong ngóng giây phút trở về nhà để làm một đứa trẻ trong vòng tay của ba mẹ. Đen Vâu và JustaTee đã trình diễn trực tiếp ca khúc tại Live Special Show Series do Honda Việt Nam tổ chức vào tháng 1 năm 2022.
Sau 24 giờ ra mắt, video âm nhạc của ca khúc đã đạt vị trí dẫn đầu trong bảng xếp hạng Trending YouTube Việt Nam với hơn 10 triệu lượt xem. Cùng thời điểm, "Đi về nhà" cũng đạt vị trí thứ 39 trên top trending toàn cầu. Bản audio của ca khúc cũng giữ thứ hạng đầu trên iTunes Việt Nam. Tại lễ trao giải Làn Sóng Xanh 2021, "Đi về nhà" đã lọt vào nhóm 10 bài hát được yêu thích nhất và giành chiến thắng tại ba hạng mục khác.

## Sáng tác và sản xuất

### Sáng tác
"Đi về nhà" do nam ca sĩ Việt Nam JustaTee và rapper Đen Vâu trình bày và sáng tác bởi Hứa Kim Tuyền và JustaTee (với tên gọi Xuân Ty), Đen Vâu sáng tác rap với phần phối khí và sản xuất âm nhạc do Machiot, Jase đảm nhận. Đây là lần thứ 4 Đen Vâu hợp tác cùng JustaTee trong một sản phẩm âm nhạc. Trước đó, cả hai nghệ sĩ đã tham gia sản phẩm "Đố em biết anh đang nghĩ gì", "Làm gì phải hốt" và "Vì yêu cứ đâm đầu". Bài hát được mô tả là một bản nhạc hiphop pha trộn với thể loại rap, mang lại "cảm giác nhớ thương và thấm đượm tình cảm gia đình", bài hát được kỳ vọng sẽ "tạo đồng cảm với nhiều người trẻ". Trong quá trình thực hiện thực hiện việc lên ý tưởng, Đen Vâu, JustaTee và đội ngũ sản xuất đã thống nhất một bài hát chủ yếu là "để gửi gắm thông điệp về gia đình và thổi bừng không khí Tết" với việc tổ ấm là nơi "rời đi để bước chân vào đời tìm kiếm thành tựu", và "ở đó vẫn sẽ luôn có người đợi mình quay trở về".
Về phần ca từ, Đen Vâu có nhiều điểm để viết về chủ đề gia đình, anh đã cô đọng chủ đề lại thành "những gì đúng với cuộc sống hiện tại nhất". Những ca khúc trước của Đen Vâu thường được viết 70 - 80 câu, tuy nhiên đối với "Đi về nhà", anh đã "chắt lọc khá nhiều vì viết thừa hay viết thiếu đều mất đi độ hay". Phần nhịp của bài hát được JustaTee chỉnh sửa trong thời gian ngắn.

### Video âm nhạc
Video âm nhạc "Đi về nhà" được thực hiện bởi đạo diễn Thành Đồng, một người từng đồng hành cùng Đen Vâu trong nhiều bản nhạc trước đó. Đen Vâu cũng đã xác nhận nhiều diễn viên phụ, diễn viên bản địa trong video âm nhạc đều làm công việc đó trong đời thực.
Video âm nhạc kéo dài khoảng 3 phút mở đầu với hình ảnh Đen Vâu trên chiếc xe về thăm quê của mình. Sau khi trở về, anh đưa mẹ đi chợ Tết, tham gia các trò chơi dân gian cùng hàng xóm, và trải nghiệm những giây phút làng quê yên bình cùng gia đình với các hình ảnh bánh chưng, hoa mai, hoa đào. Trong khi đó, JustaTee đang hát karaoke phục vụ văn nghệ cùng lũ trẻ. Những ngày cuối cùng, Đen Vâu trở về làm việc bên cạnh bức thư gửi gắm của mẹ anh.

## Phát hành
Bài hát được phát hành lần đầu trên nền tảng YouTube, iTunes, và Apple Music 18 tháng 12 năm 2020. "Đi về nhà" ra mắt trên Spotify vào ngày 22 tháng 12. Vào tháng 1 năm 2022, Đen Vâu và JustaTee đã trình diễn ca khúc trong Live Special Show Series do Honda Việt Nam tổ chức. Trong Xuân Hạ Thu Đông, rồi lại Xuân mùa 2, Hứa Kim Tuyền đã thể hiện lại "Đi về nhà" trong tập 6. Đen Vâu đồng thời cũng biểu diễn trong chương trình Hoa xuân ca tháng 1 năm 2023.

## Đánh giá chuyên môn
Hà Phương của báo điện tử VOV đã tán dương "Đi về nhà" là "những suy tư đồng điệu với giới trẻ ngày nay" và giúp mọi người nhận ra được không nơi đâu bằng chính ngôi nhà của mình. Báo Giao thông đã ca ngợi ca khúc giúp nhiều người "chiêm nghiệm về ý nghĩa cuộc sống, ý nghĩa của gia đình, đặc biệt đối với những người con xa quê". Mỹ Linh của Yeah1TV đã xúc động trước thông điệp của "Đi về nhà", viết: "Giữa thời điểm năm mới đang cận kề, ca khúc Đi về nhà với thông điệp vô cùng ý nghĩa mà Đen Vâu gửi gắm đã khiến khán giả chỉ muốn được xách ba lô lên và về nhà ngay lập tức". Bích Lộc, người viết cho tờ báo Sóng Trẻ, thấy rằng bài hát "giản dị nhưng chạm đến trái tim của nhiều độc giả về một mùa xuân đang cận kề". Trong chuyên mục Góc suy ngẫm của báo Quảng Nam, tác giả Đăng Quang đã bình luận ca khúc "trùng hợp với hoàn cảnh thực tế cuộc sống đến lạ lùng" trong bối cảnh nhiều người con xa quê ở Thành phố Hồ Chí Minh đang bị mắc kẹt vì COVID-19. Tờ báo Lao Động, cũng đã nhắc đến một đoạn lời của ca khúc "Đi về nhà" là một trong những câu rap tạo bão của nam rapper Đen Vâu.

## Hiệu suất thương mại
Chỉ sau một ngày lên sóng, ca khúc "Đi về nhà" đã cán mốc 10 triệu lượt xem và dẫn đầu vị trí Top 1 Trending YouTube Việt Nam. Theo ghi nhận của báo điện tử VTV, ca khúc còn lọt vào Top Trending của YouTube Đài Loan, đứng thứ 39 toàn cầu sau 37 giờ phát hành. Đồng thời, ca khúc cũng đã giữ thứ hạng #1 trên nền tảng iTunes Việt Nam. Sau 9 tháng ra mắt, video âm nhạc "Đi về nhà" đã đạt mốc 100 triệu lượt nghe trên YouTube.
Khi hai bảng xếp hạng Billboard Việt Nam ra mắt, "Đi về nhà" đã xuất hiện ngay từ tuần đầu tiên ra mắt khi ở vị trí á quân. Tính đến nay, ca khúc chưa từng rời khỏi Top Vietnamese Songs và 48 tuần nằm trong Billboard Vietnam Hot 100. Trong dịp cận Tết Nguyên Đán năm 2023, ca khúc đã có dấu hiệu thăng hạng trở lại.

## Trong văn hóa đại chúng
Sau khi video âm nhạc được ra mắt trong bối cảnh đại dịch COVID-19 đang diễn ra tại Việt Nam, nhiều khán giả cũng đã để lại bình luận, "Nhớ nhà, nhớ mọi người, mong hết dịch để còn đi về nhà", "Bây giờ đi làm xa nhà và dịch không về được mới bắt đầu cảm được từng câu",... Sau khi ra mắt, báo Thanh Niên cũng đã nhắc ca khúc "Đi về nhà" của Đen Vâu và JustaTee xuất hiện từ trung tâm thương mại, tiệm cà phê,... Bài báo này cũng đã bình luận một đoạn lời trong bài hát là "Hạnh phúc đi về nhà, thất bại đi về nhà". Ngay sau đó khoảng vài tháng (đầu năm 2021), rapper Đen Vâu đã chia sẻ và chỉnh sửa lại thông điệp của ca khúc thành "khoan hãy về" trước diễn biến dịch COVID-19 tại Việt Nam khi cần phải giãn cách xã hội.
Vào đầu năm 2021, mạng xã hội đã lan truyền hình ảnh đề thi cuối kỳ học kỳ 1 năm học 2020 - 2021 của học sinh lớp 12, trường Trung học phổ thông Nguyễn Văn Linh (thị xã Đông Hòa, tỉnh Phú Yên) đã sử dụng một đoạn trong lời bài hát "Đi về nhà" để đặt câu hỏi trong phần đọc hiểu 3 điểm. Nhà trường ngay sau đó, cũng đã nhận được nhiều phản hồi tích cực vì cách đưa đề thực tế và không văn mẫu. Đến giữa năm 2021, ca khúc "Đi về nhà" của Đen Vâu tiếp tục xuất hiện trong đề thi thử lớp 12 của trường Trung học phổ thông Bùi Thị Xuân ở thành phố Hồ Chí Minh cũng trong phần đọc hiểu 3 điểm. Trong đó có một câu hỏi, "Anh/Chị hãy nhận xét về tình cảm của tác giả đối với gia đình được thể hiện trong lời bài hát".

## Giải thưởng
| Năm  | Giải thưởng           | Hạng mục                          | Đề cử                                                          | Kết quả   | Ghi chú |
| ---- | --------------------- | --------------------------------- | -------------------------------------------------------------- | --------- | ------- |
| 2021 | Giải thưởng Cống hiến | Music video của năm               | Đi về nhà                                                      | Đoạt giải | [ 26 ]  |
| 2021 | Làn Sóng Xanh         | Top 10 ca khúc được yêu thích     | Đi về nhà                                                      | Đoạt giải | [ 27 ]  |
| 2021 | Làn Sóng Xanh         | Ca khúc được yêu thích trên radio | Đi về nhà                                                      | Đoạt giải | [ 27 ]  |
| 2021 | Làn Sóng Xanh         | Sự kết hợp xuất sắc               | Đen- JustaTee- Hứa Kim Tuyền - Xuân Ty (với ca khúc Đi về nhà) | Đoạt giải | [ 27 ]  |